# Enicospilus dubius
Enicospilus dubius là một loài tò vò trong họ Ichneumonidae.